# 수서동
수서동(水西洞)은 대한민국 서울특별시 강남구에 있는 동이다.

## 개요
수서동의 동명 유래는 이 동리의 서쪽에 한강물이 흐른다 하여 수서라 하였다. 수서동은 예부터 ‘궁말’ 또는 ‘궁촌’이라고 불리었다. 그것이 이 마을에 조선 태조의 제7자 무안대군 방번 내외와 그 봉사손 광평대군 내외 및 그 자손들의 묘소가 있기 때문이다(실제로 궁마을이라는 마을이 있다). 수서동은 조선시대 말까지 경기도 광주군 대왕면 수서리였으며, 1914년 3월 1일 경기도 구역 확정 때에도 이 지역은 경기도 광주군 대왕면 수서리로 남아 있었다. 1992년 10월 1일 일원동에서 수서동이 분동되었다. 수서동에는 탄천에 접한 지역 쪽으로 남부순환로가 올림픽공원까지 이어지고 있고, 자곡동·율현동·세곡동을 지나 성남시로 이어지는 도로가 서로 교차하는 수서동 인터체인지가 있어서 중요한 교통 시설의 역할을 하고 있다.

## 교육
- 서울왕북초등학교
- 서울수서초등학교
- 수서중학교
- 대진디자인고등학교
- 서울세종고등학교

## 교통
- 서울 지하철 3호선, 분당선, 수서고속철도
  - 수서역